# Eleutherococcus henryi
Eleutherococcus henryi är en araliaväxtart som beskrevs av Daniel Oliver. Eleutherococcus henryi ingår i släktet Eleutherococcus och familjen Araliaceae.

## Underarter
Arten delas in i följande underarter:
- E. h. faberi
- E. h. henryi

## Bildgalleri

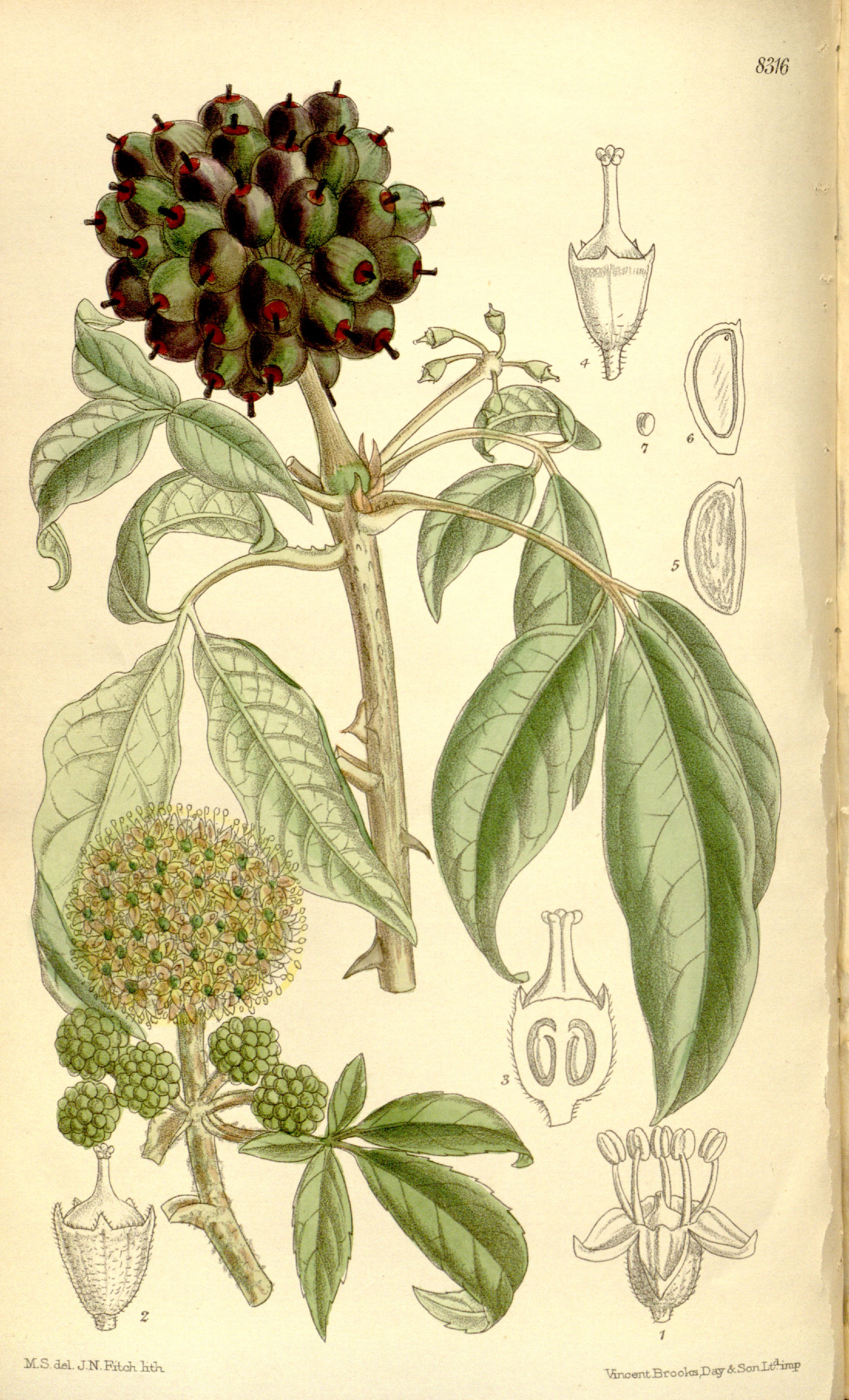
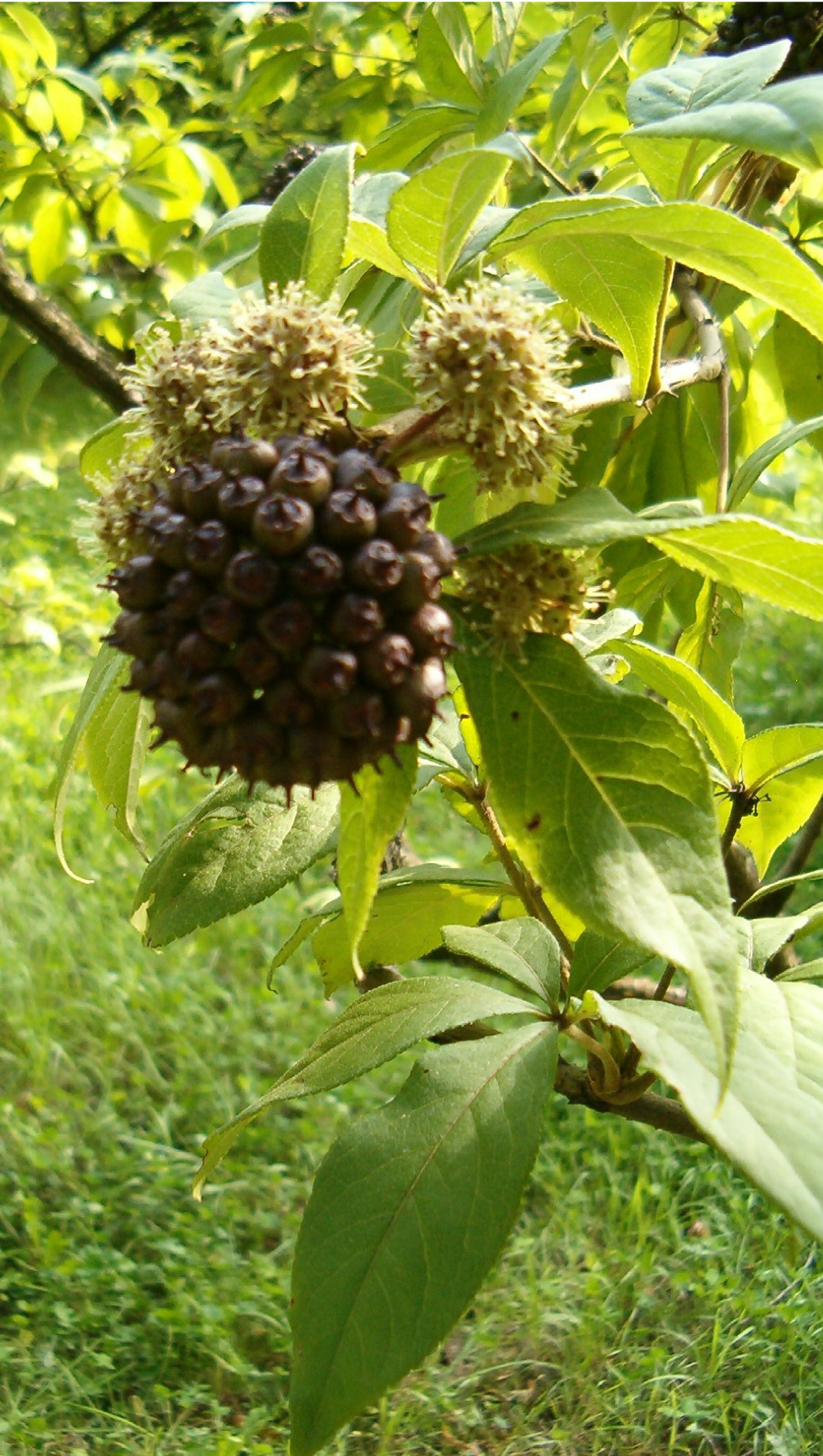